# Nyabisoma
Nyabisoma är ett vattendrag i Burundi.   Det ligger i provinsen Bururi, i den centrala delen av landet, 80 km sydost om huvudstaden Bujumbura.
I omgivningarna runt Nyabisoma växer huvudsakligen savannskog. Runt Nyabisoma är det ganska tätbefolkat, med 124 invånare per kvadratkilometer.